# SLC22A18
SLC22A18 (англ. Solute carrier family 22 member 18) – білок, який кодується однойменним геном, розташованим у людей на короткому плечі 11-ї хромосоми. Довжина поліпептидного ланцюга білка становить 424 амінокислот, а молекулярна маса — 44 846.
| 10         |  | 20         |  | 30         |  | 40         |  | 50         |
| ---------- |  | ---------- |  | ---------- |  | ---------- |  | ---------- |
| MQGARAPRDQ |  | GRSPGRMSAL |  | GRSSVILLTY |  | VLAATELTCL |  | FMQFSIVPYL |
| SRKLGLDSIA |  | FGYLQTTFGV |  | LQLLGGPVFG |  | RFADQRGARA |  | ALTLSFLAAL |
| ALYLLLAAAS |  | SPALPGVYLL |  | FASRLPGALM |  | HTLPAAQMVI |  | TDLSAPEERP |
| AALGRLGLCF |  | GVGVILGSLL |  | GGTLVSAYGI |  | QCPAILAALA |  | TLLGAVLSFT |
| CIPASTKGAK |  | TDAQAPLPGG |  | PRASVFDLKA |  | IASLLRLPDV |  | PRIFLVKVAS |
| NCPTGLFMVM |  | FSIISMDFFQ |  | LEAAQAGYLM |  | SFFGLLQMVT |  | QGLVIGQLSS |
| HFSEEVLLRA |  | SVLVFIVVGL |  | AMAWMSSVFH |  | FCLLVPGLVF |  | SLCTLNVVTD |
| SMLIKAVSTS |  | DTGTMLGLCA |  | SVQPLLRTLG |  | PTVGGLLYRS |  | FGVPVFGHVQ |
| VAINTLVLLV |  | LWRKPMPQRK |  | DKVR       |  |            |  |            |

A: Аланін

C: Цистеїн

D: Аспарагінова кислота

E: Глутамінова кислота

F: Фенілаланін

G: Гліцин

H: Гістидин

I: Ізолейцин

K: Лізин

L: Лейцин

M: Метіонін

N: Аспарагін

P: Пролін

Q: Глутамін

R: Аргінін

S: Серин

T: Треонін

V: Валін

W: Триптофан

Задіяний у таких біологічних процесах, як транспорт іонів, транспорт, симпортний транспорт. 
Локалізований у клітинній мембрані, мембрані.